# Isa Khel
Isa Khel é uma cidade do Paquistão localizada na província de Punjab.